# Diplostracis
Els diplostracis (Diplostraca) són un ordre de crustacis branquiòpodes caracteritzats per presentar una closca de dues valves, que recorda a la conquilla dels bivalves. Comprèn 1.187espècies.

## Classificació
Segons Martin & Davis (2001), els diplostracis inclouen els següents grups:
- Subordre Laevicaudata Linder, 1945
- Subordre Spinicaudata Linder, 1945
- Subordre Cyclestherida Sars, 1899
- Subordre Cladocera Latreille, 1829
  - Infraordre Ctenopoda Sars,
  - Infraordre Anomopoda Stebbing,
  - Infraordre Onychopoda Sars,
  - Infraordre Haplopoda Sars, 1865

Els subordres Laevicaudata, Spinicaudata i Cyclestherida s'agrupaven antigament amb el nom de concostracis, grup que és parafilètic i s'ha abandonat.